# 丹尼爾·本特森
丹尼爾·本特森（挪威語：Daniel Berntsen；1993年4月4日—）是一位挪威足球運動員。在場上的位置是攻擊型中場。他現在效力於挪威足球超級聯賽球隊波杜基林特足球會。他也代表挪威國家足球隊參賽。